# Saint-Nicolas-du-Tertre
Saint-Nicolas-du-Tertre (Gallo Saent-Nicolas, bretonisch Sant-Nikolaz-ar-Roz) ist eine französische Gemeinde mit 455 Einwohnern (Stand 1. Januar 2022) im Département Morbihan in der Region Bretagne.

## Geografie
Saint-Nicolas-du-Tertre liegt rund 44 Kilometer nordöstlich von Vannes im Osten des Départements Morbihan.
Nachbargemeinden sind Tréal im Norden, Réminiac im Nordosten, Carentoir im Osten, La Gacilly und Les Fougerêts im Südosten,  Saint-Martin-sur-Oust im  Südwesten sowie Ruffiac im Westen.

## Bevölkerungsentwicklung
| 1962 | 1968 | 1975 | 1982 | 1990 | 1999 | 2006 | 2012 | 2019 |
| ---- | ---- | ---- | ---- | ---- | ---- | ---- | ---- | ---- |
| 570  | 523  | 503  | 502  | 454  | 454  | 446  | 467  | 470  |

## Sehenswürdigkeiten
- Kirche Saint-Nicolas, Monument historique

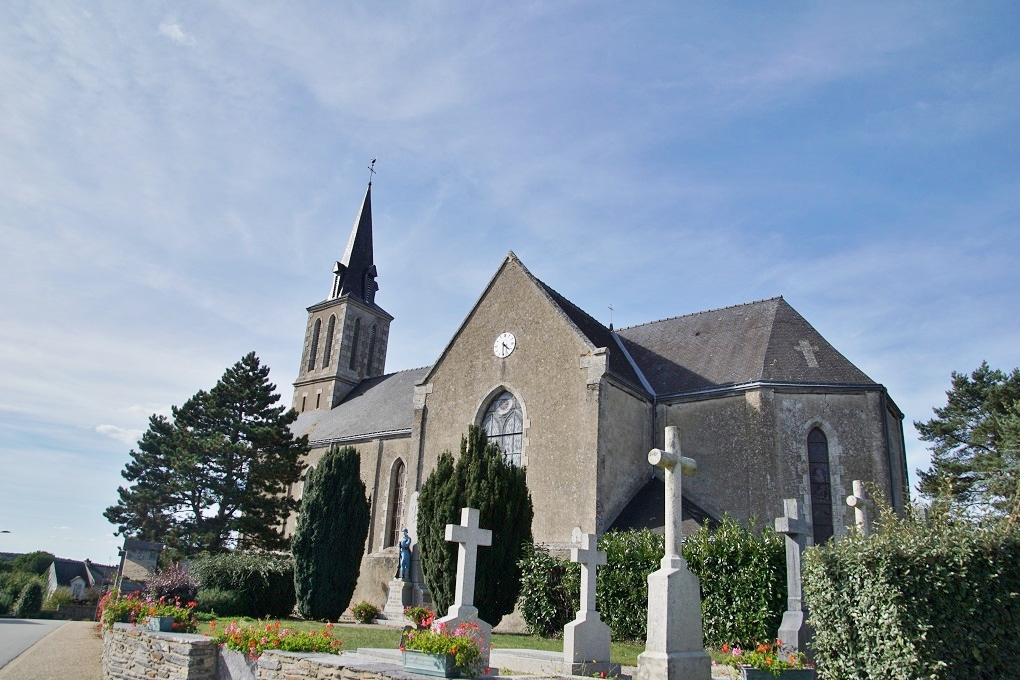
Kirche Saint-Nicolas